# Kirchenkreis Ziegenhain
Der Kirchenkreis Ziegenhain war ein Kirchenkreis der Evangelischen Kirche von Kurhessen-Waldeck im Sprengel Marburg. Zum 1. Januar 2020 fusionierte er mit den benachbarten Kirchenkreisen Fritzlar-Homberg und Melsungen zum Kirchenkreis Schwalm-Eder.
In den 59 Gemeinden des Kirchenkreises lebten rund 40.000 evangelische Christen. Für sie waren 32 Pfarrer zuständig. Letzter Leiter des Kirchenkreises war Dekan Christian Wachter. Sitz des Kirchenkreises war Ziegenhain.

## Gemeinden
Der Kirchenkreis erstreckte sich über die politischen Gemeinden Breitenbach (Landkreis Hersfeld-Rotenburg), Frielendorf, Gilserberg, Neukirchen, Oberaula, Ottrau, Schrecksbach, Schwalmstadt, Schwarzenborn, Willingshausen (alle Schwalm-Eder-Kreis), Mengsberg (Landkreis Marburg-Biedenkopf) und Alsfeld (Vogelsbergkreis).
Der Kirchenkreis Ziegenhain bestand zuletzt aus folgenden Kirchengemeinden:
| - Allendorf - Ascherode - Asterode - Berfa - Breitenbach - Christerode - Dorheim - Fischbach - Florshain - Frankenhain - Franz von Roques Treysa - Friedigerode - Frielendorf - Gehau - Gilserberg - Görzhain - Grebenhagen - Großropperhausen - Hattendorf - Hatterode - Hauptschwenda - Hausen - Heimbach - Hephata Treysa - Holzburg - Ibra - Immichenhain - Itzenhain - Kleinropperhausen - Landsburg | - Leimsfeld - Lenderscheid - Lingelbach - Linsingen - Lischeid - Loshausen - Machtlos - Mengsberg - Merzhausen - Michelsberg - Moischeid - Nausis - Neukirchen - Niedergrenzebach - Oberaula - Obergrenzebach - Oberjossa - Olberode - Ottrau - Riebelsdorf - Röllshausen - Rommershausen - Rörshain - Rückershausen - Sachsenhausen - Salmshausen - Schlierbach - Schönau - Schönborn - Schorbach | - Schrecksbach - Stephanusgemeinde am Rimberg - Schwarzenborn - Sebbeterode - Seigertshausen - Spieskappel - Steina - Todenhausen - Trutzhain - Verna - Wahlshausen - Waltersbrück - Wasenberg - Weißenborn - Welcherod - Wiera - Willingshausen - Wincherode - Zella - Ziegenhain |

## Lage
Er grenzte im Osten an den Kirchenkreis Hersfeld, im Norden an den Kirchenkreis Fritzlar-Homberg, im Westen an den Kirchenkreis Kirchhain (alle EKKW) und im Süden an das Dekanat Vogelsberg (EKHN).